# Marmara fasciella
The White Pine Barkminer Moth (Marmara fasciella) là một loài bướm đêm thuộc họ Gracillariidae. Nó được tìm thấy ở Québec và Hoa Kỳ (bao gồm Kentucky, Maryland, New York, Vermont và Maine).
Con trưởng thành bay từ tháng 5 đến đầu tháng 7.
Ấu trùng ăn Quercus species, Abies balsamea, Pinus monticula và Pinus strobus.